# Quintus Iulius Aquila
Quintus Iulius Aquila (vollständige Namensform Quintus Iulius Gai filius Quirina Aquila) war ein im 2. Jahrhundert n. Chr. lebender Angehöriger der römischen Armee. Durch eine Inschrift, die in Sicca Veneria in der Provinz Africa gefunden wurde, ist seine militärische Laufbahn bekannt.
Aquila entstammte dem römischen Ritterstand (equo publico). Er diente als Centurio in den folgenden Legionen (in dieser Reihenfolge): in der Legio I Adiutrix, die ihr Hauptlager in Brigetio in der Provinz Pannonia inferior hatte, in der Legio XXX Ulpia, die ihr Hauptlager in Vetera in der Provinz Germania inferior hatte und zuletzt in der Legio X Fretensis, die ihr Hauptlager in Jerusalem in der Provinz Iudaea hatte.
Aquila war in der Tribus Quirina eingeschrieben und stammte aus Sicca Veneria. Das Standbild wurde durch seinen Bruder Iulius Fidus Aquila mit Genehmigung des Stadtrates errichtet.
Marcus Reuter datiert die Inschrift in die Regierungszeit von Hadrian (117–138). James Robert Summerly datiert die Laufbahn von Aquila in den Zeitraum zwischen 100 und 130.